# Tharra lenta
Tharra lenta är en insektsart som beskrevs av Nielson 1975. Tharra lenta ingår i släktet Tharra och familjen dvärgstritar. Inga underarter finns listade i Catalogue of Life.